# Ekeby, Danderyds kommun

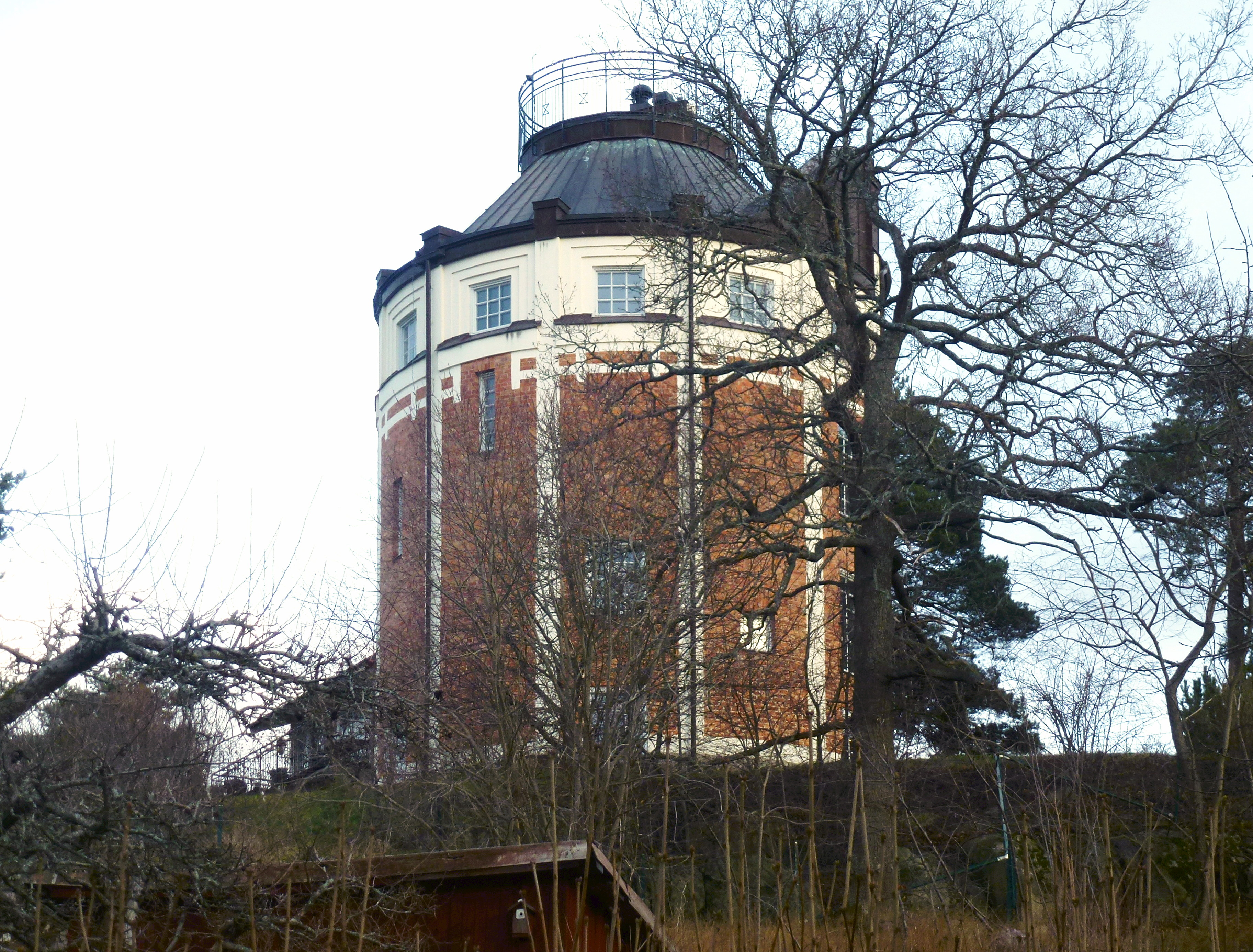
Ekeby vattentorn, december 2013.

Ekeby är ett villaområde och en gård i Djursholm i Danderyds kommun strax norr om Stockholm. Här står sedan 1908 Ekeby vattentorn.

## Ekeby Gård

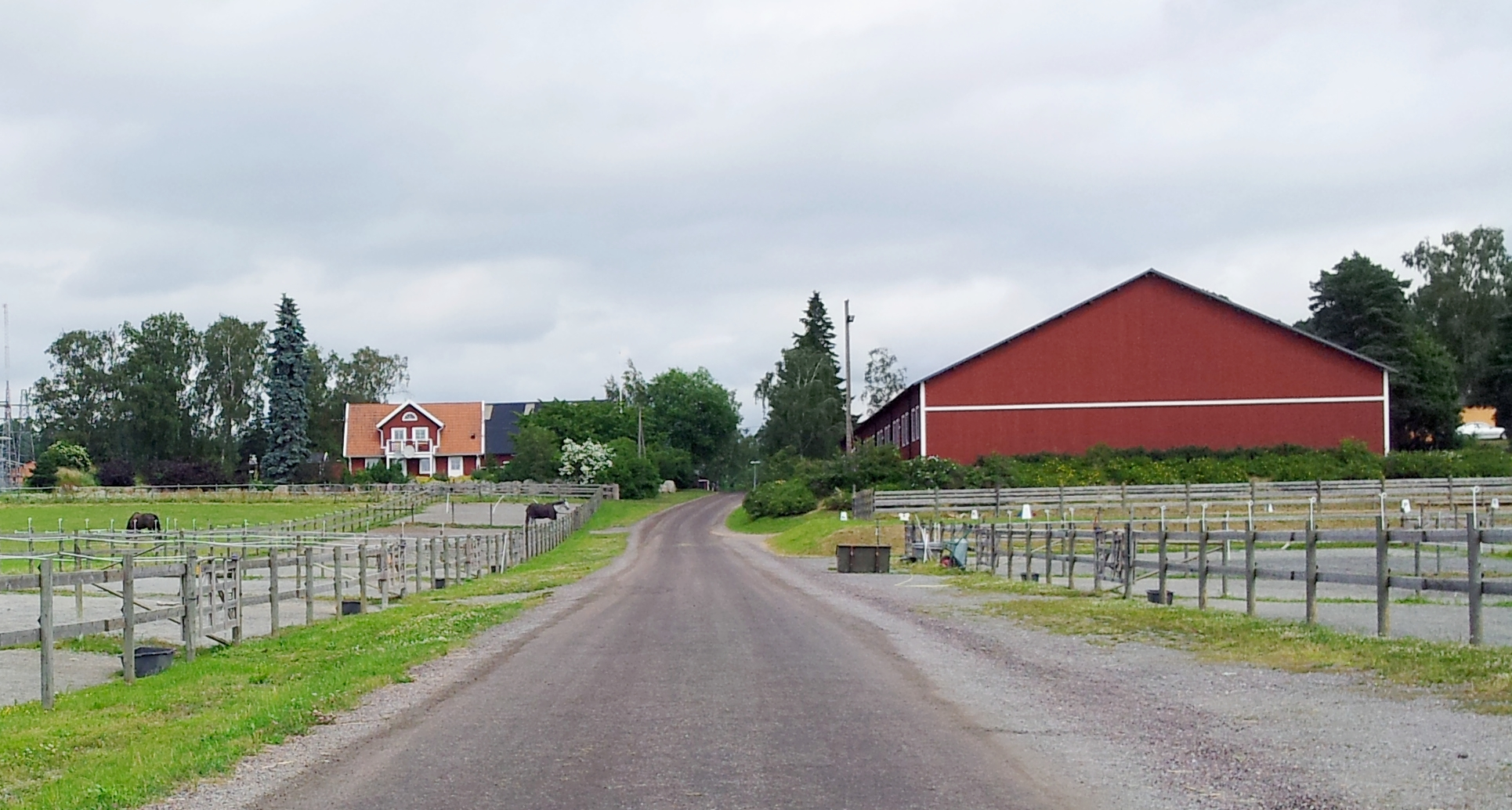
Ekeby gård

Ekeby gård, som är kommunalägd och det sista aktiva lantbruket i Danderyds kommun, ligger norr om Danderyds kyrka. De äldsta skriftliga källorna nämner gården år 1286, men området har varit bebott långt tidigare. Ekebyområdet är rikt på fornminnen, med två gravfält från tiden omkring eller strax före år 1000. Bland gårdens tidigare ägare finns Bo Jonsson Grip, som står som ägare år 1379, samt Djursholmsgodset och dess ägare släkten Banér.
Ekeby gård hade tidigare sina huvudbyggnader några hundra meter öster om den placering som gården har idag. Den gamla mangårdsbyggnaden är bevarad på den nuvarande adressen Danderydsvägen 134/Yrsavägen 2, och går under namnet Gamla Ekeby Gård. Den arrendatorsbostad som Djursholms aktiebolag byggde år 1914, och som ligger granne med Danderyds gymnasium, revs omkring år 1990 och ersattes av ett nybygge.

## Villaområdet

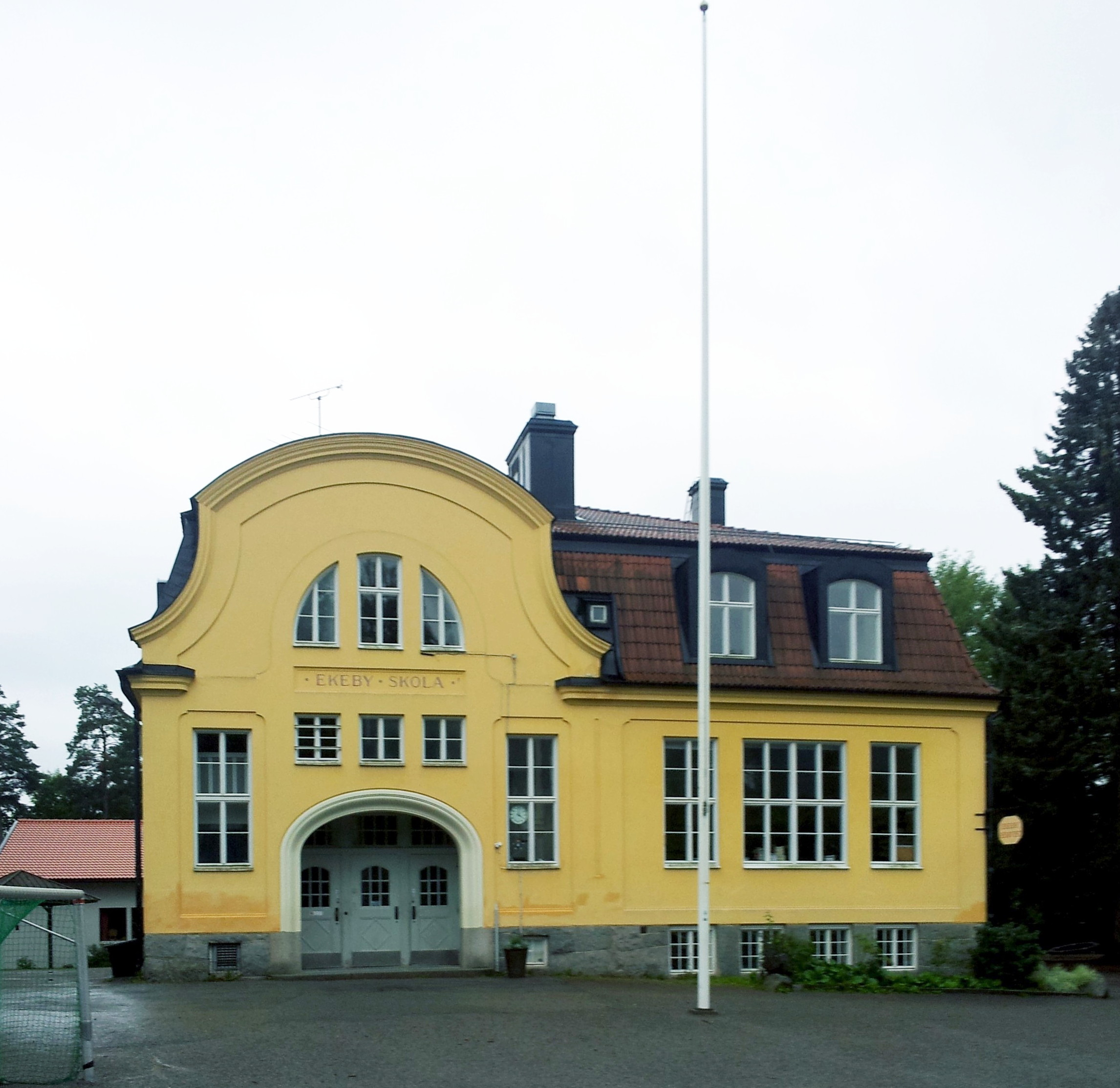
Ekeby skola öppnade år 1908

Villaområdet, som ligger öster om Ekeby gård och gravfälten, började bebyggas något senare än de centrala delarna av Djursholm, som grundades 1889. Tio år senare, i september 1899, började Djursholms aktiebolag tomtförsäljningen i Ekeby. De första lagfarterna utfärdades den 18 april 1900. Året därefter flyttade de första villaägarna in i sina nybyggda hus.
Tomterna i Ekeby var mindre än i de mer östligt liggande ursprungliga delarna av Djursholm. Ekebytomterna var minst 1 760 kvadratmeter, medan tomterna i de områden som började bebyggas tio år tidigare ursprungligen var på mellan 4 400 och 8 800 kvadratmeter. Ekebyområdet fick därmed en något enklare och billigare karaktär än den ursprungliga villastaden. Priset hölls på cirka 70 öre per kvadratmeter, eftersom tomterna inte hade anslutning till belysning, vatten och avlopp. Villaägarna fick borra egna brunnar, medan avloppsvattnet sökte sig till Ekebysjön, som med tiden förorenades.
Under det första decenniet byggdes sammanlagt ett 80-tal villor. Samhället växte därefter successivt och det etablerades butiker och annan samhällsservice. Bland annat öppnades ett postkontor i stationshuset. Där fanns också telefonstationen, med åtta abonnenter, som öppnade år 1902. Året därpå öppnades en livsmedelsbutik, och år 1905 stationerades en polis i Ekebyområdet. Ekeby skola, som ritades av Ekebybon Kristian Sundstrand, öppnades år 1908. År 1907 anslöts samhället till avloppsledningar som mynnade i Edsviken och ungefär samtidigt fick Ekebys villaägare möjlighet att ansluta sig till en nydragen färskvattenledning mellan en vattentäkt vid Norrviken i Sollentuna kommun och Ekeby vattentorn ritat av Axel Bergman. År 1907 tändes den första gatubelysningen och de första villorna anslöts till elnätet.

## Ekebysjön

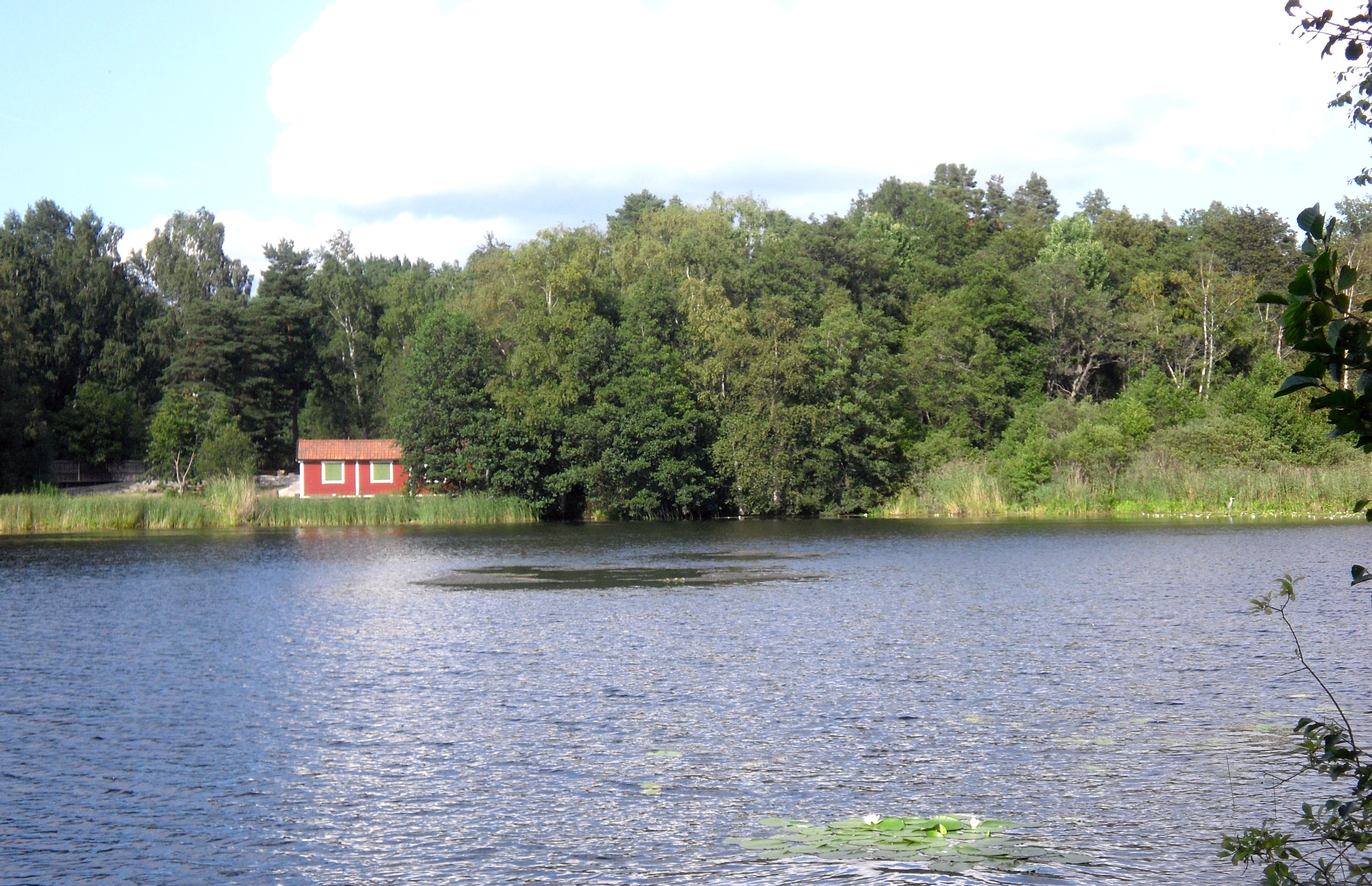
Den tidigare badplatsen vid Ekebysjön. Vy mot norr. Juli 2011

I den södra delen av villaområdet finns den grunda fågelsjön Ekebysjön, som på äldre kartor kallas Ekeby träsk. Området kring sjön är, genom ett beslut i kommunfullmäktige den 29 september 2008, klassat som naturreservat.  År 1912 öppnades ett badhus vid sjön, men badplatsen är numera avvecklad på grund av att sjöns vattennivå under 1990-talet har reglerats och sänkts till ett tidigare läge.
Ekebysjön, som numera har en vattenyta på cirka sex hektar, var för cirka 2000 år sedan en del av en vattenväg som förband Stora Värtan, vid nuvarande Framnäsviken, med Edsviken vid nuvarande Borgenområdet i Danderyd. Sjön avvattnas västerut, genom ett vattendrag som idag delvis går genom en kulvert förbi Danderyds kyrka, Noraområdet och Nora träsk i Danderyd. Ekebysjön ligger numera cirka fem meter över havsytan.

## Ekeby och Roslagsbanan
Ekeby har givit namn åt en av Roslagsbanans hållplatser, Djursholms Ekeby station, som öppnade 1885.'
Cirka 300 meter söder om stationen finns en plankorsning mellan Roslagsbanan och Danderydsvägen. Detta är den enda kvarvarande planskorsningen på Roslagsbanans stamsträcka, det vill säga sträckan Stockholms östra station - Roslags Näsby. Plankorsningen har ibland varit omdiskuterad eftersom den anses osäker ur trafikmässig synvinkel. TV-serien "En komikers uppväxt", baserad på Jonas Gardells roman med samma namn, spelades delvis in vid denna järnvägsövergång.

## Kända personer från Ekeby
Bland de kända personer som har bott i Ekeby finns författarinnan Elsa Beskow och hennes make, teologen och författaren Natanael Beskow. Även tecknaren Björn Berg bodde i Ekeby.